# Mrzla Luža
Mrzla Luža je naselje v občini Trebnje.
Mrzla Luža je obcestno naselje severozahodno od Trebnjega v mokrotni dolini potoka Kodeljevca, po domače Župnica. Hiše so na obeh straneh ceste Račje selo – Velika Loka, v dnu doline so vlažni travniki, njive se nahajajo ob cesti proti Veliki Loki ter v višjih nagnjenih legah severovzhodno in severno od vasi (Babnica, Hrib, Trjavec), v smeri proti Trebnjemu je gozd Zelenka, proti Škovcu pa gozd Pri mostku. Na njivi Svetiji so našli zidove in opeko iz rimskega časa, med ofenzivo leta 1943 pa so Nemci požgali tri hiše.